# Anselperga
Anselperga sau Anselberga a fost cea de-a doua stareță a Mănăstirii San Salvatore e Santa Giulia din Brescia.

## Biografie
Anselperga a fost fiica cea mare a regelui Desiderius al longobarzilor din Italia și a soției sale, Ansa.
Mănăstirea la care a devenit stareță, San Salvatore e Santa Giulia din Brescia a fost creată de părinții ei prin unirea Mănăstirilor San Michele e San Pietro și San Salvatore e Santa Maria.
Anselperga a primit donații numeroase făcute de tatăl, mama, fratele ei, Adalgis, ca și de la rudele sale pe linie maternă. În perioada cât a slujit la San Salvatore, mănăstirea a ieșit de sub jurisdicția patriarhului de Aquileia, din inițiativa regelui Desiderius, și a trecut sub cea a arhiepiscopului de Milano. Cu toate acestea, în data de 13 octombrie 772 Anselperga a primit un privilegiu din partea patriarhului Sigwald de Aquileia.
Data la care Anselperga a murit nu este consemnată, știindu-se doar că ea a fost înlocuită cu Radoara cel târziu în 781.